# Memory (singel Fragmy)
"Memory" – singiel niemieckiego zespołu Fragma wydany w 2008 roku, przez Positiva Records. Piosenka odniosła duży sukces jak jej poprzednik Toca’s Miracle.